# Ognes (Oise)
Ognes ist eine französische Gemeinde mit 328 Einwohnern (Stand: 1. Januar 2022) im Département Oise in der Region Hauts-de-France (vor 2016: Picardie); sie gehört zum Arrondissement Senlis und zum Kanton Nanteuil-le-Haudouin. 

## Geographie
Ognes liegt etwa 35 Kilometer südöstlich von Senlis. Umgeben wird Ognes von den Nachbargemeinden Nanteuil-le-Haudouin im Norden, Chèvreville im Osten und Nordosten, Brégy im Osten und Südosten, Oissery im Süden sowie Silly-le-Long im Westen.

## Bevölkerungsentwicklung
| Jahr                      | 1962 | 1968 | 1975 | 1982 | 1990 | 1999 | 2006 | 2013 |
| Einwohner                 | 201  | 227  | 213  | 187  | 246  | 257  | 254  | 286  |
| Quelle: Cassini und INSEE |      |      |      |      |      |      |      |      |

## Sehenswürdigkeiten
- Kirche Saint-Pierre, Monument historique

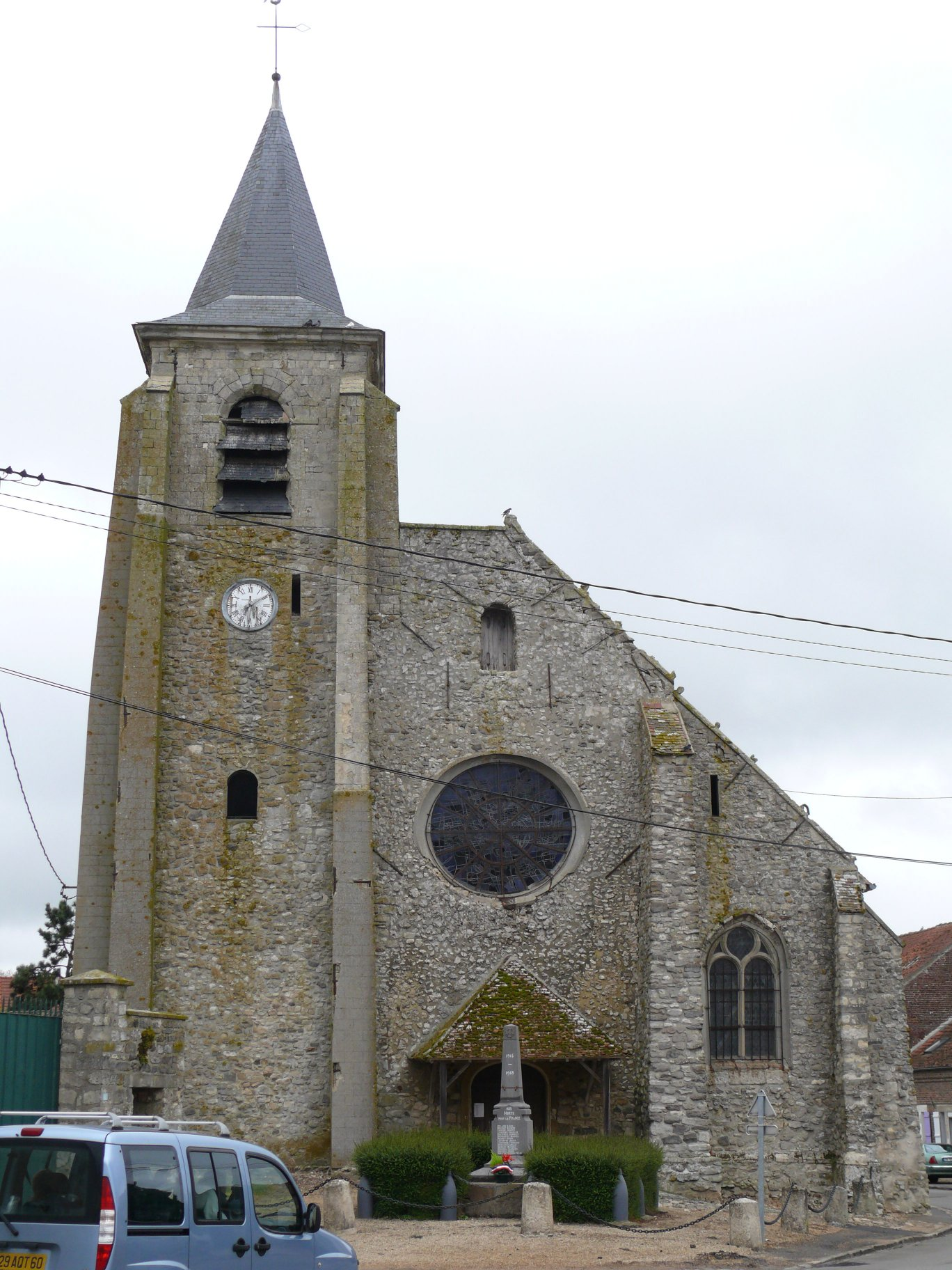
Kirche Saint-Pierre